# Фюрт (район)
Фюрт (нім. Fürth) — район у Німеччині, у складі округу Середня Франконія федеральної землі Баварія. Адміністративний центр — місто Цирндорф.

## Населення
Населення району становить 118 695 осіб (станом на 31 грудня 2020).

## Адміністративний поділ
Район складається з 4 міст (нім. Städte), 4 торговельних громад (нім. Märkte) та 6 громад (нім. Gemeinden):
| Міста 1. Лангенценн (10652) 2. Оберасбах (17737) 3. Цирндорф (25748) 4. Штайн (14346) Торговельні громади 1. Аммерндорф (2037) 2. Вільгермсдорф (5479) 3. Кадольцбург (11257) 4. Росталь (10127) | Громади 1. Гросгаберсдорф (4377) 2. Зойкендорф (3158) 3. Оберміхельбах (3326) 4. Пушендорф (2319) 5. Тухенбах (1397) 6. Файтсбронн (6735) Об'єднання громад 1. Оберміхельбах-Тухенбах (Оберміхельбах та Тухенбах) 2. Файтсбронн (Зойкендорф та Файтсбронн) |

Дані про населення наведені станом на 31 грудня 2020.